# Назалли Рокка Ди Корнелиано, Джованни Баттиста
Джованни Баттиста Назалли Рокка Ди Корнелиано (итал. Giovanni Battista Nasalli Rocca di Corneliano; 27 августа 1872, Пьяченца, королевство Италия — 13 марта 1952, Болонья, Италия) — итальянский кардинал и куриальный сановник. Епископ Губбьо с 25 января 1907 по 6 декабря 1916. Титулярный архиепископ Фив Греческих и тайный раздатчик милостыни Его Святейшества с 6 декабря 1916 по 21 ноября 1921. Архиепископ Болоньи с 21 ноября 1921 по 13 марта 1952. Кардинал-священник с 23 мая 1923, с титулом церкви Санта-Мария-ин-Траспонтина с 25 мая 1923.